# Cervonka, Ovruci
Cervonka (în ucraineană Червонка) este un sat în comuna Usove din raionul Ovruci, regiunea Jîtomîr, Ucraina.

## Demografie
Componența lingvistică a localității Cervonka
     Ucraineană (100%)
Conform recensământului din 2001, toată populația localității Cervonka era vorbitoare de ucraineană (100%).